# Citigroup Center (Nowy Jork)

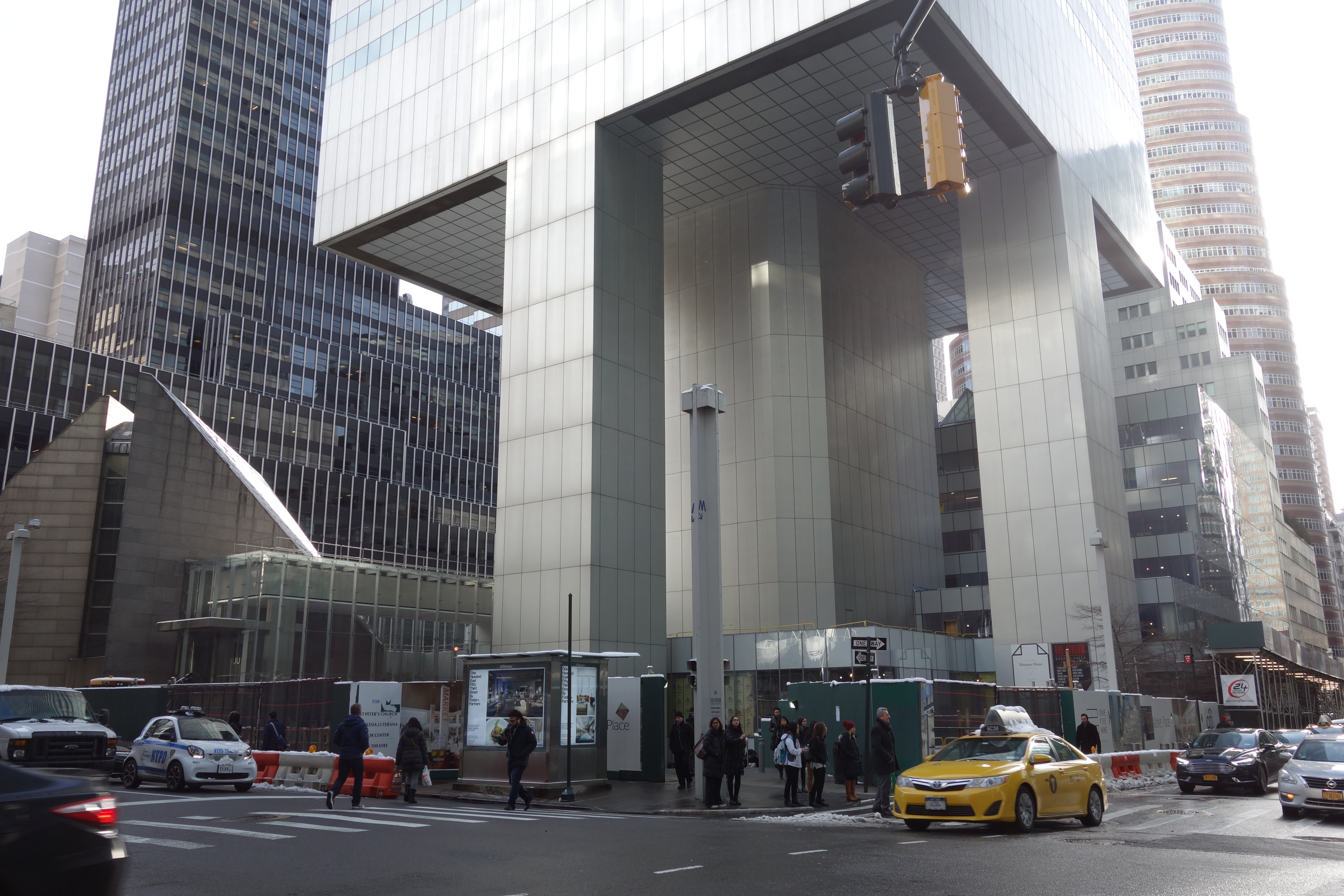
Nietypową cechą budynku jest to iż stoi na filarach.

Citigroup Center – wieżowiec w Nowym Jorku w Stanach Zjednoczonych. Usytuowany jest dokładnie pomiędzy 53th Street i 54th Street, przy Lexington Avenue w dzielnicy Midtown Manhattan w okręgu Manhattan. Ma 59 pięter (do tego 3 piętra pod ziemią) i 278,9 metra wysokości.
Jego budowa rozpoczęta została w 1974 roku, a zakończyła się w 1977 roku. Zaprojektowany został przez: Edward Larrabee Barnes Associates, The Stubbins Associates, Emery Roth & Sons.
Wykorzystywany jest w różnych celach, głównie biurowych. Reprezentuje styl późnomodernistyczny. Jest to rozpoznawalny symbol miasta, który odznacza się w popularnej panoramie Manhattanu swoim ściętym pod kątem 45 stopni dachem. Całkowita jego powierzchnia wynosi 146 658 m².